# (I Can't Get No) Satisfaction
«(I Can't Get No) Satisfaction» —en españolː «(No puedo conseguir) satisfacción»— es un sencillo lanzado por la banda británica de rock The Rolling Stones en 1965. La canción fue compuesta por los líderes del grupo, el cantante Mick Jagger y el guitarrista Keith Richards, y grabada en los estudios RCA en Hollywood a mediados de mayo de 1965, durante su gira por Norteamérica, bajo la producción de su mánager Andrew Loog Oldham. La canción se lanzó en los Estados Unidos el 6 de junio de 1965, pero también se incluyó en el álbum Out of Our Heads, que salió a la venta en julio de ese mismo año. «Satisfaction», cuyo riff es uno de los más famosos de la historia del rock, dio a la banda su primer número uno en los Estados Unidos.[cita requerida] La versión inglesa del Out of Our Heads no incluía «Satisfaction», ya que la canción se lanzó en formato sencillo el 20 de agosto de ese año (no era una práctica ortodoxa en el Reino Unido incluir canciones ya lanzadas como sencillo en los álbumes). El sencillo también alcanzó el número uno, el cuarto número uno de la banda, en el Reino Unido. Esta composición estableció a la banda en la escena musical mundial y se convirtió en su primer éxito a nivel global.
Jagger alabó el tema porque supuso la popularización de los Stones y sugirió que su éxito se debía a su reflejo del «espíritu de los tiempos». La canción escrita casi en su totalidad por el vocalista es un retrato de un adolescente atormentado por una frustración general, en la que se refleja «el mundo de los sesenta», las esperanzas de su generación y el cinismo de la época. Su referencia a las relaciones sexuales y los tintes anticapitalistas del corte causaron gran revuelo en la sociedad de esa década, fue vista como «un ataque al statu quo». Es considerada por la crítica como la mejor grabación de la banda y una de las mejores de la música contemporánea. Según el sitio agregador de listas Acclaimed Music, es la 5.ª canción más aclamada por los críticos de todos los tiempos. La revista Rolling Stone la colocó como la número 2 en su lista de Las 500 canciones más grandes de la historia, mientras que la cadena televisiva estadounidense VH1 la puso en el número 1 en su lista de Las 100 canciones más grandes de rock & roll. En el 2006 un jurado compuesto por expertos en preservación de música y sonido de los Estados Unidos la anexó en el Registro Nacional de Grabaciones de la Biblioteca del Congreso de Estados Unidos debido a su «relevancia cultural o histórica» en la vida norteamericana. A su vez ha sido versionada por varios artistas entre los que destacan Britney Spears, Otis Redding, Devo y Gloria Trevi, entre otros.

## Historia

### Inspiración
Durante la tercera gira en los Estados Unidos, en 1965, Richards ideó el riff de guitarra de la canción. Los Stones se hospedaban en el hotel Fort Harrison en Clearwater, Florida como parte de su gira. Una noche Richards se despertó de repente, encendió la grabadora de cinta y tocó el riff que abre «Satisfaction» antes de volver a la cama. Más tarde la describiría como: "Dos minutos de Satisfaction y 40 minutos de mis ronquidos".
Más tarde, Richards lo llevó al estudio donde los Stones estaban grabando. A Jagger le gustó el riff inmediatamente, pero Richards pensaba que se parecía demasiado a la canción «Dancing in the Street» de Martha & The Vandellas. En una entrevista, Jagger comentó: «Creo que Keith pensaba que el riff era un poco básico. Estaba muy enganchado a él y le parecía un tipo de riff tonto». Jagger escribió la letra para el riff intentando hacer una denuncia sobre el comercialismo salvaje que la banda británica había visto en América. Richards, refiriéndose al proceso de escritura de la letra para la canción, declaró: «Mick escribió todas las palabras que dicen algo y yo escribí el gancho, me levanté de la cama con este riff y me dije 'tengo que escribir esto'».
Richards describió luego su opinión sobre «Satisfaction»:

Sólo era un riff... Me desperté en medio de la noche, lo grabé en una cinta y pensé que era bueno. Fui a dormir y cuando me levanté parecía tan útil como cualquier otra canción de álbum. Lo mismo pasó con Mick al mismo tiempo, ya sabes, las cosas van da-da, da-da-da...y las palabras que escribí fueron «I can't get no satisfaction». Pero igualmente podría haber sido "Auntie Millie's Caught Her Left Tit in the Mangle" ("la tía Millie se pilló la teta izquierda con el rodillo").

Se ha sugerido que el título pudo salir de una línea del sencillo de 1955, «30 Days» de Chuck Berry ("I don't get no satisfaction from the judge"), pero esto no ha sido confirmado, aunque en una entrevista hecha a Jagger en 1995, él indicó que "inconscientemente" Richards pudo haber tomado el título de esa línea. Fuentes de internet ponen la letra de Chuck como «I don't get no satisfaction».

### Grabación
Los Stones rápidamente planearon la grabación de la canción, solo cinco días después de que Jagger escribiese la letra el 10 de mayo de 1965 en los Chess Studios de Chicago —una versión en la que Brian Jones toca la armónica—. Volvieron a grabarla dos días después en los RCA Studios de Hollywood; en esta grabación, que concluyó el 13 de mayo, Richards hizo la voz de fondo y tocó la guitarra rítmica. Jack Nitzsche, que trabajaba con los Stones, acabó tocando la pandereta tras los infructuosos intentos de Jagger.
Para crear el efecto final que se escucha en la canción, Richards añadió un fuzz a su guitarra usando el pedal Gibson Maestro Fuzzbox, uno de los primeros pedales de fuzz disponibles en el mercado, convirtiendo a esta canción en el primer número uno en usar este efecto. Richards pensó que este efecto aumentaría el peso de la guitarra y mejoraría su asistencia a los instrumentos de viento que habían planeado. Para Richards el efecto no quedó como deseaba y se mostró reacio a incluirlo en la canción, pero el resto de los miembros, al igual que Andrew Loog Oldham y el ingeniero de sonido Dave Hassinger, pensaban que el sonido era bueno y desestimaron la opinión de Richards, e incluso lo escogieron como sencillo. El éxito de la canción provocó que se vendieran todas las unidades disponibles de la Gibson Fuzzbox al final del año 1965.

## Lanzamiento y éxito
Inicialmente, Richards estaba en contra del lanzamiento de «Satisfaction» como sencillo, alegando que el riff con el que empezaba la canción sonaba como una copia de la sección de viento de "Dancing in the Street". Aun así, la discográfica se adelantó y editó el sencillo de «(I Can't Get No) Satisfaction» con «The Under Assistant West Coast Promotion Man» en la cara B, que fue lanzado en EE. UU. por London Records el mismo mes de la grabación, 27 de mayo de 1965. La banda, que aún estaba de gira por los Estados Unidos, no fue informada. El sencillo se abrió paso en las listas americanas, alcanzando el número uno el 10 de julio, desplazando a The Four Tops y su «I Can't Help Myself (Sugar Pie, Honey Bunch)». «Satisfaction» se mantuvo durante cuatro semanas, siendo desbancado por «I'm Henry the Eighth, I Am» de Herman's Hermits el 7 de agosto. La canción entró al Billboard Hot 100 de los Estados Unidos el 12 de junio de 1965, permaneciendo en la misma por 14 semanas, de las cuales cuatro semanas seguidas fueron en el número uno. Mientras transcurría la octava semana en las listas, fue certificada con un disco de oro por la Recording Industry Association of America (RIAA) por vender más de un millón de copias en los Estados Unidos, dándole a la banda su primero de muchos discos de oro en América. Más tarde, la canción también fue lanzada por London Records dentro del disco Out of Our Heads en Estados Unidos. De acuerdo con "Joel Whitburn Presents, Top R&B/Hip-Hop Singles: 1942–2004", el material se encuentra en el número 19 del Top de los sencillos más vendidos del rhythm and blues.
En el Reino Unido, el plan original era lanzar «Satisfaction» en un EP. El increíble éxito de la canción en EE. UU. (el mayor que consiguió la banda hasta entonces), cambió la mentalidad de la banda y en agosto de 1965, Decca Records lanzó «(I Can't Get No Satisfaction)» incluyendo «The Spider and the Fly» en la cara B. La canción ascendió al número uno por dos semanas, sustituyendo a «I Got You Babe», interpretada por Sonny & Cher entre el 11 y el 25 de septiembre. Después sería relevada por «Make It Easy On Yourself» de The Walker Brothers en el número uno.

### Crítica
A pesar de las ventas entusiastas, durante años ningún crítico musical prestó atención a «Satisfaction». Newsweek bautizó el riff de apertura como "cinco notas que sacudieron el mundo". En 1976, «Satisfaction» quedó séptima entre los 100 mejores sencillos de todos los tiempos en la lista británica de New Musical Express. Once años más tarde, «Satisfaction» cayó hasta el puesto 82 cuando la revista rehízo la lista con "los 150 mejores sencillos de todos los tiempos". En 1991, Vox listó a «Satisfaction» entre "Las 100 grabaciones que agitaron el mundo". En 1999, «Satisfaction» fue la canción número 91 en la lista de canciones más tocadas en el siglo XX según BMI. Un año después, VH1 incluyó a «Satisfaction» entre sus "100 mejores canciones de rock". Ese mismo año, «Satisfaction» quedó por detrás de «Yesterday» en una lista compilada por la revista Rolling Stone y MTV. En 2003, Q dejó el puesto número 68 para esta canción en su lista de las "1001 mejores canciones". En 2004, el panel de jueces de la revista Rolling Stone, que incluía a personajes como Art Garfunkel (del dúo Simon & Garfunkel) y el ex-Beach Boy Brian Wilson, nombraron a «Satisfaction» como la segunda mejor canción de todos los tiempos, solo superada por «Like a Rolling Stone» de Bob Dylan.
Se ha discutido frecuentemente el impacto de «Satisfaction» en el éxito de los Rolling Stones y su música. Jagger dijo una vez lo siguiente:

Fue la canción lo que realmente hizo a los Rolling Stones, pasamos de ser una banda más a ser una inmensa, monstruosa banda... Tiene un título cautivador. Tiene un riff de guitarra cautivador. Tiene un gran sonido de guitarra, que era original en aquella época. Y capta el espíritu de los tiempos, lo que es muy importante en este tipo de canciones... que era la alienación.

Richards también explicó que el riff puede oírse en la mitad de las canciones que los Rolling han producido, diciendo: «solo hay una canción: solo son las variantes que van surgiendo».

## Canción

### Letra
La canción escrita casi en su totalidad por Jagger, es el retrato de un adolescente atormentado por la frustración general, que refleja en poco más de tres minutos el mundo de los sesenta, las frustraciones de su generación, las esperanzas y el cinismo de la época.
| I can't get no satisfaction, 'cause I try and I try and I try and I try, I can't get no, I can't get no | No consigo satisfacción, no consigo satisfacción, y eso que lo intento, lo intento, lo intento y lo intento pero no la consigo, no la consigo |

La canción entonces pasa a un monólogo donde Jagger describe su irritación y fastidio (el de la juventud de la época en general) con el consumismo creciente del mundo moderno que parece no tener interés en su generación excepto cuando los ve como potenciales consumidores de cigarrillos o de su tiempo en la televisión:
| When I'm drivin' in my car and that man comes on the radio, He's tellin' me more and more about some useless information Supposed to fire my imagination | Cuando conduzco mi coche y ese individuo aparece en la radio, me cuenta una y otra vez información inútil se supone que para encender mi imaginación |

También describe brevemente la presión de una celebridad, las tensiones por sus giras y la incapacidad de encontrar una "chica con reacción":
| When I'm ridin' round the world and I'm doin' this and I'm signing that, And I'm tryin' to make some girl Who tells me: baby better come back later next week 'cause you see I'm on losing streak | Cuando viajo por del mundo haciendo esto y firmando aquello, e intento hacerme con alguna chica que me dice: «nene mejor vuelve la próxima semana porque mira, tengo una mala racha» |

Particularmente, la última línea de esta estrofa (tener "una mala racha") escandalizó a algunas personas debido a que la misma podría estar haciendo referencia a que la chica tuviera su período menstrual.

### Melodía
La canción empieza con un riff de guitarra, lanzándose directamente en «I can't get no... satisfaction» de Jagger. Con el golpe de la pandereta de Jack Nitzsche, Jagger canta en un tono difícil de identificar, situado entre un susurro callado y una protesta cínica. El verso está abordado con unas repeticiones más urgentes y desesperadas de la frase "and I try", y entonces salta al estribillo, donde los acordes de apertura de la guitarra hacen otra apariencia mientras Jagger medio canta y medio grita "I can't get no", visiblemente omitiendo la última palabra del título de la canción.
La referencia en el verso a no tener una chica con acción ("girl with action") fue bastante polémica en su día, interpretado por algunos oyentes (y programadores de radio) como un símbolo de una chica que desea tener sexo. La canción cierra con un susurro bastante bajo del título de la canción, con lo que Jagger de repente sigue en un grito completo de "I can't get no... satisfaction", repitiendo la palabra final en el fade-out.

## Personal
| Músicos | Músicos |  |  | Ingeniería y masterización                                                                        |  |  |  | Producción y otros               |  |
| - Mick Jagger - voz principal - Keith Richards - guitarra eléctrica, coros - Brian Jones - guitarra acústica - Bill Wyman - bajo - Charlie Watts - batería - Jack Nitzsche - piano, pandereta |         |  |  | - Ingeniería de sonido principal - Dave Hassinger - Grabación - RCA Studios, Los Ángeles, EE. UU. |  |  |  | - Productor - Andrew Loog Oldham |  |

## Reconocimientos
La siguiente información complementaria respecto a los reconocimientos de la crítica a «(I Can' Get No) Satisfaction» está adaptada de la página web musical AcclaimedMusic.net:
| Publicación                                        | País           | Lista                                          | Año  | Posición |
| -------------------------------------------------- | -------------- | ---------------------------------------------- | ---- | -------- |
| Salón de la Fama del Rock and Roll                 | Estados Unidos | Las 100 canciones que dieron forma al Rock     | 1994 | *        |
| Rolling Stone                                      | Alemania       | Los 100 mejores sencillos de todos los tiempos | 1998 | 1        |
| Academia Nacional de Grabación de Artes y Ciencias | Estados Unidos | Salón de la Fama de los premios Grammy         | 1998 | *        |
| Mojo                                               | Reino Unido    | Las 100 mejores canciones de todos los tiempos | 2000 | 2        |
| VH1                                                | Estados Unidos | Las 100 mejores canciones del Rock & Roll      | 2000 | 1        |
| RIAA y NEA                                         | Estados Unidos | Las 365 canciones del siglo                    | 2001 | 16       |
| New Musical Express                                | Reino Unido    | Los 100 mejores sencillos de todos los tiempos | 2002 | 23       |
| Q                                                  | Reino Unido    | Las 1001 mejores canciones                     | 2003 | 68       |
| Rolling Stone                                      | Estados Unidos | Las 500 canciones más grandes de la historia   | 2004 | 2        |
| Mojo                                               | Reino Unido    | Las 100 grabaciones que cambiaron el mundo     | 2007 | 19       |

(*) Listas que siguen un orden cronológico.

## En directo
Esta canción ha sido tocada en casi todos los conciertos del grupo desde su lanzamiento, a excepción de las presentaciones hechas a mediados de los años 70, donde se omitía gran parte del catálogo anterior al año 1968: 
- American Tour 1969. Fue interpretada en todas sus presentaciones de su gira de noviembre por los Estados Unidos, una de las más recordadas fue su concierto en el Madison Square Garden de Nueva York los días 27 y 28 de noviembre de ese año.[40]
- UK Tour 1971. Fue interpretada por la banda en Newcastle, primera presentación de esta gira, el 4 de marzo de 1971, además fue incluido en sus presentaciones de Mánchester el 5, en Coventry el 6 y en Londres, última fecha de esta gira, el día 26 de ese mismo mes.[41]
- American Tour 1981. Fue interpretada, después de largo tiempo de no hacerlo, al final de su concierto ofrecido en el John F. Kennedy Stadium de Filadelfia el 25 de septiembre de 1981, situación similar que pasó en los conciertos ofrecidos en Boulder, Los Ángeles, Seattle, San Francisco y Orlando.[42]
- European Tour 1982. Fue interpretado al cierre de cada uno de sus conciertos de su gira europea.[43]
- Steel Wheels/Urban Jungle Tour. Fue interpretada en casi todas las fechas de su tour de 1989 por Norteamérica, a excepción de su primer concierto el 12 de agosto en New Haven, Connecticut.[44]
- Voodoo Lounge Tour. Fue cantada en casi todas las fechas de sus conciertos de su tour por Estados Unidos, North American Tour 1994, a excepción de su primera fecha en Toronto, Canadá el 19 de julio de 1994.[45] En la segunda parte de esta gira, Spring Tour 1995, fue interpretada en cada una de los conciertos ofrecidos en 1995 que pasó por Ciudad de México, São Paulo, Río de Janeiro, Buenos Aires, Santiago y Johannesburgo.[46] En la tercera y última parte de esta gira, European Tour 1995, fue interpretada regularmente en sus conciertos, a excepción de las dos fechas de Ámsterdam los días 26 y 27 de mayo, y la última de las tres fechas de París en el Don Valley Stadium el 9 de julio.[47]
- Bridges to Babylon Tour. Interpretada para abrir cada una de sus presentaciones por los Estados Unidos como parte de la primera parte de su gira de Bridges to Babylon a finales de 1997.[48] Al igual que en la primera parte del tour, en la segunda y tercera parte de su gira, Sring y European Tour 1998 respectivamente, fue usada para abrir cada uno de sus conciertos.[49][50] En la última parte de su gira, European Tour 1999, fue interpretada regularmente para cerrar presentaciones.
- Licks Tour. Fue interpretada en casi todas las fechas de su tour que comenzó en 2002 y concluyó en 2003.[51]
- A Bigger Bang Tour. Fue incluida regularmente en el repertorio de su tour más exitoso hasta ahora que pasó Norte y Latinoamérica, Europa, Australia y Asia.[52]

Ha sido incluida en sus álbumes en vivo Got Live if You Want It!, Still Life (American Concert 1981), Flashpoint, Live Licks y Shine a Light.

## Versiones
- En el mismo año de 1965, Otis Redding editó una versión en su álbum Otis blue que se convirtió en uno de sus temas más emblemáticos. El arreglo de esta versión se acerca bastante a la idea original que tenía Keith Richards de interpretar el riff con vientos en vez de guitarra, tanto así que según Ron Wood muchas presentaciones tardías en directo de los Stones se hicieron siguiendo el arreglo de Redding. Según contaba el propio cantante, apenas conocía la letra que fue garabateada en un papel por Steve Cropper y esa circunstancia añade un plus de originalidad a su interpretación, quizá la versión más recordada después de la de los propios Stones e inmortalizada en la filmación del legendario concierto de Monterey Pop.
- En el año 1978, el grupo estadounidense de New Wave Devo, lanza su álbum Q: Are We Not Men? A: We Are Devo! y en él incluyen su versión.
- El año 1967, el grupo de rock chileno Los Jocker's realizó su versión en inglés y fue publicada como sencillo, siendo un rotundo éxito antes que la versión original de los Stones llegara a Chile. Durante su actuación en el Festival de Viña del Mar, y ante la insistencia del público, tuvieron que interpretarla cinco veces.[53]
- En agosto de 1967 se editó “Aretha Arrives”, de Aretha Franklin, en el cual hay una fantástica versión de Satisfaction.[54]
- En el disco Outsideinside de la banda estadounidense Blue Cheer del año 1968 se puede encontrar una espectacular versión de este tema, bajo un estilo heavy metal. La misma canción fue lanzada como sencillo el 2 de junio de 1969, con la canción psicodélica "Fortunes" en el lado B.
- En 1989 la cantante Mexicana Gloria Trevi incluyó una versión en Español titulada "Satisfecha" en el album "Qué hago aquí?" [55]
- En 1994, durante la gala de los Brit Awards de ese año, la cantante islandesa Björk y la cantautora inglesa PJ Harvey realizaron una versión de la canción.[56]
- El cantante de salsa Frankie Ruiz interpretó esta canción a su estilo en el disco La Rodven Machine - Caliente del año 1996, una parte de este tema lo canta en inglés y la otra parte junto a los coros en español.[57]
- La cantante pop Britney Spears incluyó una versión de esta canción en su disco Oops!... I Did It Again de 2000, que interpretó en los MTV Video Music Awards de ese año.[58]
- La banda argentina de rock Ratones Paranoicos incluyó una versión de la canción en su álbum Fieras Lunáticas de 1991.[59]
- En 2016, el cantante peruano Tongo lanzó una parodia, la cual es un mix de «Angie» (otra canción de The Rolling Stones) y «(I Can't Get No) Satisfaction», en colaboración del youtuber Andynsane.

## Incluido en
Además de su lanzamiento como sencillo en Reino Unido, con «The Under Assistant West Coast Promotion Man» como cara B en EE. UU. y «The Spider and the Fly» en RU, y su inclusión en el disco Out of Our Heads, versión de los Estados Unidos, la canción aparece en los siguientes discos:

### Discos en vivo
- 1966 - Got Live if You Want It!
- 1982 - Still Life (American Concert 1981)
- 1991 - Flashpoint
- 2004 - Live Licks
- 2008 - Shine a Light

### Grandes éxitos
- 1966 - Big Hits (High Tide and Green Grass)
- 2002 - Forty Licks

### Otros
- 1971 - Hot Rocks 1964-1971 (ABKCO)
- 1972 - Milestones (Decca)
- 1975 - Rolled Gold: The Very Best of the Rolling Stones (Decca)
- 1980 - Solid Rock (Decca)
- 1989 - Singles Collection: The London Years (ABKCO)
- 2004 - Singles 1965-1967 (ABKCO)
- 2007 - Rolled Gold+: The Very Best of the Rolling Stones (ABKCO)

## Posición en las listas de popularidad
El sencillo se lanzó el 6 de junio de 1965 en los Estados Unidos y el 20 de agosto en el Reino Unido. Entró al Billboard Hot 100 de América el 12 de junio, y alcanzó el número uno el 10 de julio de ese año, permaneciendo en la misma cuatro semanas, hasta ser desbancado el 7 de agosto. En total, se mantuvo en las listas de popularidad americana un periodo de 14 semanas. En Inglaterra tuvo menos impacto, aunque llegó a la cima el 11 de septiembre y mantuvo ahí por dos semanas hasta ser desplazada el 25 de septiembre.
Desde su salida en 1965 el sencillo ha vendido cerca de dos millones de copias solo en los Estados Unidos, más de 600,000 en la Gran Bretaña y sobrepasa las cinco millones de unidades alrededor del mundo.
| América        |                           |          |
| País           | Lista                     | Posición |
| Brasil         | Top 100 Chart             | 18       |
| Canadá         | Soundscan Top 50          | 1        |
| Estados Unidos | Billboard Hot 100         | 1        |
| Estados Unidos | Billboard Hot 100 1965    | 3        |
| Estados Unidos | Cash Box Top Singles      | 1        |
| Estados Unidos | Cash Box Top Singles 1965 | 5        |
| Oceanía        |                           |          |
| País           | Lista                     | Posición |
| Australia      | Top 100 Chart             | 1        |

| Europa       |                         |          |
| País         | Lista                   | Posición |
| Alemania     | Media Control Top 100   | 1        |
| Noruega      | VG-lista                | 1        |
| Austria      | Top 100 Singles Chart   | 8        |
| Europa       | Hot 100 Singles         | 2        |
| Italia       | Hit Parade              | 12       |
| Países Bajos | Singles Chart           | 1        |
| Reino Unido  | UK Singles Chart Top 40 | 1        |
| Mundial      |                         |          |
| País         | Lista                   | Posición |
| Mundo        | Global100               | 1        |